# 诺鲁瓦 (马恩省)
诺鲁瓦（法語：Norrois，法語發音：[nɔʁwa]）是法国马恩省的一个市镇，属于维特里勒弗朗索瓦区。

## 地理
诺鲁瓦（48°40'12"N, 4°37'31"E）面积4.14 平方千米，位于法国大東部大區马恩省，该省份为法国东北部内陆省份，北起阿登省，西北接埃纳省，西南接塞纳-马恩省，南至奥布省，东南接上马恩省，东临默兹省。
与诺鲁瓦接壤的市镇（或旧市镇、城区）包括：阿济利耶尔-讷维尔、马恩河畔比尼库尔、布莱斯-苏萨济利耶尔、马恩河畔克卢瓦、吕克塞蒙和维洛特、马蒂尼库尔-贡库尔。

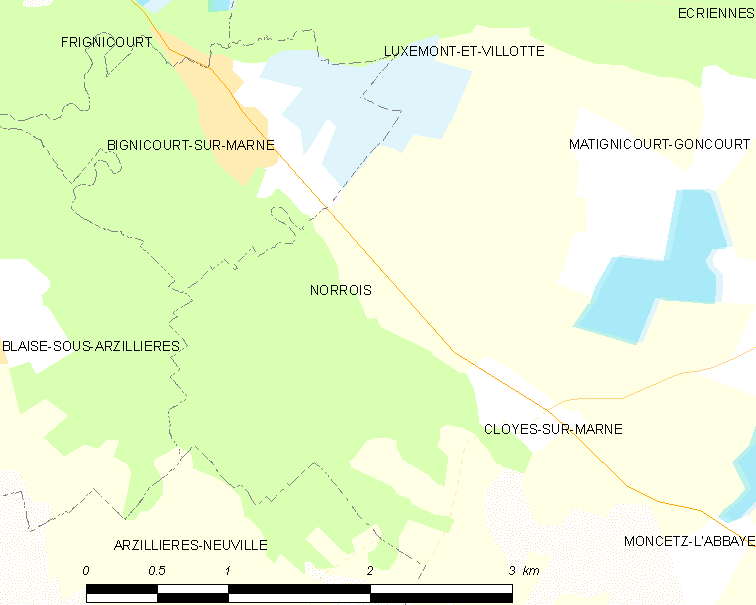
的OSM定位图

诺鲁瓦的时区为UTC+01:00、UTC+02:00（夏令时）。

## 行政
诺鲁瓦的邮政编码为51300，INSEE市镇编码为51406。

## 政治
诺鲁瓦所属的省级选区为塞迈兹莱班县。

## 人口

1962-2008年间人口变化图示

诺鲁瓦于2022年1月1日时的人口数量为152人。